# Навитакът
„Навитакът“ (на английски: Yes Man) е американска филмова комедия от 2008 с участието на Джим Кери, режисирана от Пейтън Рийд.

## Сюжет
Банковият служител от Лос Анджелис Карл Алън се е оттеглил от личния си живот след развода със съпругата си Стефани. Един ден бивш колега на Карл му препоръчва да отиде на семинара „Да!“ с него. Поради семинара Карл започва да отговаря с „да“ на всички въпроси.

## Актьори
- Джим Кери в ролята на Карл Алън
- Зоуи Дешанел в ролята на Алисън
- Брадли Купър в ролята на Питър
- Терънс Стамп в ролята на Терънс Бъндли
- Джон Майкъл Хигинс в ролята на Ник Лейн

## В България
В България филмът е излъчен по bTV с български войсоувър дублаж. Екипът се състои от:
Озвучаващи артисти: Ася Рачева, Красимира Кузманова, Николай Николов, Кирил Ивайлов, Христо Узунов.
Преводач: Полина Николова
Тонрежисьор: Павел Цонев
Режисьор на дублажа: Здрава Каменова